# أريا شاهغاسيمي
أريا شاهغاسيمي (بالإنجليزية: Aria Shahghasemi)‏ هو ممثل أمريكي ولد في مينيسوتا، الولايات المتحدة في 7 أكتوبر عام 1996، أشتهر من خلال دوره لاندون كيربي في مسلسل يوميات مصاص دماء وظهر في الحلقة الأخيرة من الموسم الأخير في مسلسل الأصليون، عاد في عام 2018 قاد بطولة مسلسل الموروثات.

## حياته
هاجر والديه إلى الولايات المتحدة من إيران، يبقى حياته الخاصة بعيدة عن الاضوء وليس فقط عن إخوته وأفراد أسرته وأنما هو ليس نشط للغاية على وسائل التواصل الاجتماعي ايضاً، التحق بدروس التمثيل في مسرح جامعة أوريغون الجنوبية، ومسرح نيويورك.

## حياته قبل التمثيل
وقد عمل نادلًا في نيويورك، في صالة متخصصة في المأكولات البحرية، في تلك البيئة سريعة النمو، اكتسب معرفة روحية بالإضافة إلى فن الإرشاد. لم يقتصر الأمر على الإشراف على تغيير وإعادة التخزين والأمن، بل كان أيضًا مدير نادي ليلي. كما أمضى صيفًا في العمل نجارًا.

## روابط خارجية
- أريا شاهغاسيمي على موقع IMDb (الإنجليزية)
- أريا شاهغاسيمي على موقع ألو سيني (الفرنسية)
- أريا شاهغاسيمي على موقع قاعدة بيانات الفيلم (الإنجليزية)